# Завръщане (филм, 2003)
Завръщане (на руски: Возвращение) е руски драматичен филм от 2003 година на режисьора Андрей Звягинцев, носител на награда Златен лъв от кинофестивала във Венеция.

## Сюжет
Животът на двама братя коренно се променя, в денят, когато баща им, когото не са виждали никога през живота си, съвсем неочаквано се появява в дома им. Свикнали да живеят без баща, те са изградили силна връзка помежду си. След като получава разрешение от майка им, мъжът ги взима на кратко пътуване. Първоначалното вдъхновение избледнява, заменено от натрупващо се напрежение от отчаяните опити на родителя, да се реабилитира за дългото си отсъствие.

## В ролите
| Изпълнител            | Роля                 |
| --------------------- | -------------------- |
| Владимир Гарин        | Андрей, големия брат |
| Иван Добронравов      | Иван, малкия брат    |
| Константин Лавроненко | Бащата               |
| Наталия Вдовина       | Майката              |
| Галина Попова         | Бабата               |

## Награди и номинации
| Година | Награди/Номинации |
| ------ | --- |
| 2003   | 5 награди от кинофестивала във Венеция: Златен лъв, CinemAvvenire за най-добър дебют, Luigi De Laurentiis, SIGNIS Award, Sergio Trasatti Award (Андрей Звягинцев) |
| 2003   | Премия European Film Awards за европейско откритие на годината (Андрей Звягинцев)                                                                                 |
| 2003   | 3 награди от кинофестивала в Хихон: специална награда на журито, най-добър сценарий и най-добър актьор;                                                           |
| 2003   | Kingfisher Award за най-добър дебют на кинофестивала в Любляна (Андрей Звягинцев)                                                                                 |
| 2003   | Участие в основния конкурс на кинофестивала в Локарно |
| 2003   | 3 премии Златен овен: най-добър филм, най-добър дебют и най-добра операторска работа;                                                                             |
| 2003   | Награда FIPRESCI в Солун |
| 2003   | Две премии Златен орел: най-добър игрален филм и най-добра операторска работа;                                                                                    |
| 2004   | Номинация за премия Сезар за най-добър чуждестранен филм (Андрей Звягинцев)                                                                                       |
| 2004   | Номинация за премия Златен глобус за най-добър чуждоезичен филм                                                                                                   |
| 2004   | Награда за най-добър филм на фестивала в Мексико (Андрей Звягинцев)                                                                                               |
| 2004   | Две награди Ника: най-добър игрален филм и най-добра операторска работа;                                                                                          |
| 2004   | Награда на зрителите на кинофестивала в Тромсьо (Андрей Звягинцев)                                                                                                |
| 2004   | Награда FIPRESCI на кинофестивала в Палм Спрингс (Калифорния) |
| 2005   | Златен бръмбар за най-добър чуждестранен филм (Андрей Звягинцев)                                                                                                  |
| 2005   | Номинация за датската награда „Бодил“ за най-добър неамерикански филм (Андрей Звягинцев)                                                                          |